# Gunter Wild
Gunter Wild (* 22. Juni 1958 in Lengenfeld) ist ein deutscher Politiker (zuletzt Die blaue Partei, zuvor AfD). Er war von 2014 bis September 2019 Abgeordneter im Landtag Sachsen. 
Am 13. Oktober 2017, etwa drei Wochen nach der Bundestagswahl 2017, trat er aus der AfD-Landtagsfraktion aus.

## Leben
Von 1975 bis 1977 machte Wild eine Ausbildung zum Maschinen- und Anlagenmonteur. Von 1977 bis 1979 leistete er in der NVA seinen Grundwehrdienst ab. Von 1990 bis 2003 war Wild Inhaber des Lebensmittelmarktes „Wild’s Wurstland“. Von 2001 bis 2003 absolvierte Wild eine Ausbildung zum Versicherungsfachmann BWV (Berufsbildungswerk der Deutschen Versicherungswirtschaft) und arbeitet seitdem in diesem Beruf. 
Wild war von 2013 bis 2014 Vorsitzender des AfD Kreisverbandes Vogtland. 2014 zog er über die Landesliste der AfD Sachsen in den sächsischen Landtag ein. 
Wilds Austritt aus der Landtagsfraktion im Oktober 2017 war der fünfte aus einer Fraktion von anfangs vierzehn Abgeordneten; vor ihm waren Frauke Petry, Kirsten Muster, Uwe Wurlitzer und Andrea Kersten ausgetreten. Zugleich trat er auch aus der Partei aus. Von Februar 2018 an war er bei Die blaue Partei.
Ein erneuter Einzug in den Landtag nach der Landtagswahl in Sachsen 2019 am 1. September 2019 gelang nicht.

## Positionen
Wilds Wahlkampfslogan war „Kleinkläranlagen als kommunale Pflichtaufgaben!“.